# Entrevista en línea
Una entrevista en línea es un método de investigación en línea. Se basa en los métodos de las entrevistas cara a cara y las transfiere en línea con algunas diferencias clave. Generalmente se realiza con un entrevistador y un entrevistado, también se puede hacer con el entrevistado y muchos entrevistadores como es el caso de los grupos de discusión. 

## Características
Existen diferentes formas de entrevistas en línea (como por ejemplo vía chat) y las asincrónicas (como las vía correo electrónico).
Aunque no exista una vasta información sobre las entrevistas en línea, sigue siendo un método innovador y existen muchas razones por las cuales este tipo de entrevistas puede ser una herramienta metodológica, adecuada y valiosa. Ellas proporcionan al investigador:
- Llevar a cabo una entrevistas con una población muy dispersa geográficamente.
- Entrevistar a individuos o grupos que son difíciles de llegar, como los móvilmente discapacitados, quiénes se encuentran en las cárceles o en los hospitales o los socialmente aislados (distribuidores de drogas, enfermos terminales). También los que se encuentran en lugares peligrosos como las zonas de guerra o desastre.
- Proporcionan un ahorro de costos al entrevistador.

Sin embargo, existen ciertos inconvenientes para las entrevistas en línea:
- Dificulta la habilidad para evaluar las preguntas ya que no ven la reacción del entrevistado ante las mismas.
- No permiten establecer un nivel de confianza entre el entrevistador y el entrevistado.
- El uso de lugares como el chat puede ser desalentador para algunos participantes.
- El entrevistador puede no ser consciente de las interrupciones que pueda tener el entrevistado.[2]
- Existe la necesidad de anunciar previamente que se hará por medio de foros y noticias, y el esquema debe ser respetado.

Los investigadores además pueden considerar las entrevistas telefónicas con los de las entrevistas en línea:
- Es fácil transcribir la entrevista.
- Por lo general no tienen un costo adicional, como si lo tiene una llamada.
- Las entrevistas en línea asincrónicas permiten que tanto el entrevistador como el entrevistado puedan comunicarse fácilmente si tienen diferentes zonas horarias.

En cambio, las entrevistas telefónicas tienen a favor:
- La capacidad de dar y recibir señales verbales.
- Es más rápido hablar que tipear.
- Es más fácil para el entrevistador volver al tema de la entrevista.

### Entrevistas en línea asincrónicas
Es una entrevista donde el entrevistador y el entrevistado no necesitan estar en un mismo lugar al mismo tiempo. Normalmente, se utiliza como método el correo electrónico o correo electrónico, pero existen otros métodos. Una de las posibilidades de las entrevistas asincrónicas es perder el interés gradualmente cuando transcurre un tiempo prolongado.
Requiere mucha más motivación y un rendimiento prolongado en el tiempo.